# Catocala electra
Catocala electra är en fjärilsart som beskrevs av Bang-haas 1910. Catocala electra ingår i släktet Catocala och familjen nattflyn. Inga underarter finns listade i Catalogue of Life.